# 岩崎宏健堂
株式会社岩崎宏健堂（いわさきこうけんどう、英: Iwasakikoukendou Corporation）は、山口県周南市に本社を置く、ドラッグストア・調剤薬局を運営する企業。ココカラファイングループの子会社で、マツキヨココカラ&カンパニーのグループ企業。
スローガンは「お元気ですか」。

## 概要
1888年（明治21年）に当時の都濃郡福川村（現在の周南市福川）にて創業。1968年（昭和48年）に法人化し（1992年に株式会社化）積極的な店舗展開を行い、現在は山口県全域と広島県広島市周辺にて「クスリ岩崎チェーン」「コーケンドラッグ」（商店街にある店舗）を展開する。本社がある周南市をはじめ山口市、防府市では店舗間の距離が近く、集中的に出店している（ドミナント戦略）。また、近年はイオングループのショッピングセンターにテナントとして入居することもある。
店舗にも描かれている男の子のキャラクターは「イワちゃん」という名前である。ロゴとしてはいつも逆立ち姿になっている。折り込みチラシには他の家族も出てくる4コマ漫画も連載されている。この「イワちゃん」のイメージが強く、店舗そのものを「イワちゃん」と呼ぶ買い物客もいる。また、ホームページのアドレスも「iwachan」となっている。
2013年11月1日に「ドラッグセガミ」などを運営するココカラファインヘルスケアを傘下に持つココカラファイン（後のココカラファイングループ）が当社株式の50%を取得し、同社の子会社となった。なお、当社株式の残り半分を保有し、不動産の賃貸や管理を行うアイ・システムに関しても同社が株式を取得して完全子会社となった。2014年3月1日に、経営効率向上を目的に、ココカラファインの完全子会社となったアイ・システムを吸収合併した。
2025年4月にポイントサービスを既にグループ会社のココカラファインヘルスケアやマツモトキヨシなどで導入されている「マツキヨココカラポイント」へ統合（店舗毎に4月中旬から同月下旬までに順次切り替え）され、従前から発行されていた「イワちゃんポイントカード」のサービスが終了となった（統合に伴い、既に当社以外のグループ店舗で「マツキヨココカラ公式アプリ」をダウンロード済み、又は、会員カード(マツキヨココカラポイントカード、マツモトキヨシ現金ポイントカード、ココカラクラブカードなど)を所持している場合は当社店舗での利用が可能となる）。サービス終了に伴い、「イワちゃんポイントカード」の残ポイントについては、事前に入会を済ませた「マツキヨココカラ公式アプリ」又は「マツキヨココカラポイントカード」へポイント移行する対応が採られている。